# IC 3060
IC 3060 ist eine Spiralgalaxie vom Hubble-Typ Sab im Sternbild Jungfrau auf der Ekliptik. Sie ist schätzungsweise 258 Millionen Lichtjahre von der Milchstraße entfernt und hat einen Durchmesser von etwa 70.000 Lichtjahren. Unter der Katalognummer VCC 129 wird sie als Mitglied des Virgo-Galaxienhaufens gelistet, da das Zentrum des Haufens etwa 54 Millionen Lichtjahre von uns entfernt ist, handelt es sich dabei um eine Fehleinschätzung.

Im selben Himmelsareal befinden sich u. a. die Galaxien NGC 4200, IC 3052, IC 3078, IC 3081.
Das Objekt wurde am 14. September 1900 von Arnold Schwassmann entdeckt.